# Liste der Biografien/Pim
Liste der Biografien |
Portal Biografien |
Personensuche
# |
A |
B |
C |
D |
E |
F |
G |
H |
I |
J |
K |
L |
M |
N |
O |
P |
Q |
R |
S |
T |
U |
V |
W |
X |
Y |
Z |
?
 
Pa |
Pc |
Pe |
Pf |
Ph |
Pi |
Pj |
Pk |
Pl |
Pm |
Pn |
Po |
Pr |
Ps |
Pt |
Pu |
Pv |
Pw |
Py
 
Pia |
Pib |
Pic |
Pid |
Pie |
Pif |
Pig |
Pih |
Pii |
Pij |
Pik |
Pil |
Pim |
Pin |
Pio |
Pip |
Piq |
Pir |
Pis |
Pit |
Piu |
Piv |
Piw |
Pix |
Piy |
Piz
Die Liste der Biografien führt alle Personen auf, die in der deutschsprachigen Wikipedia einen Artikel haben. Dieses ist eine Teilliste mit 57 Einträgen von Personen, deren Namen mit den Buchstaben „Pim“ beginnt.

## Pim
- Pim, Joshua (1869–1942), irischer Tennisspieler

### Pimb
- Pimblett, Paddy (* 1995), englischer Mixed-Martial-Arts-KämpferPaddy Pimblett (* 1995)

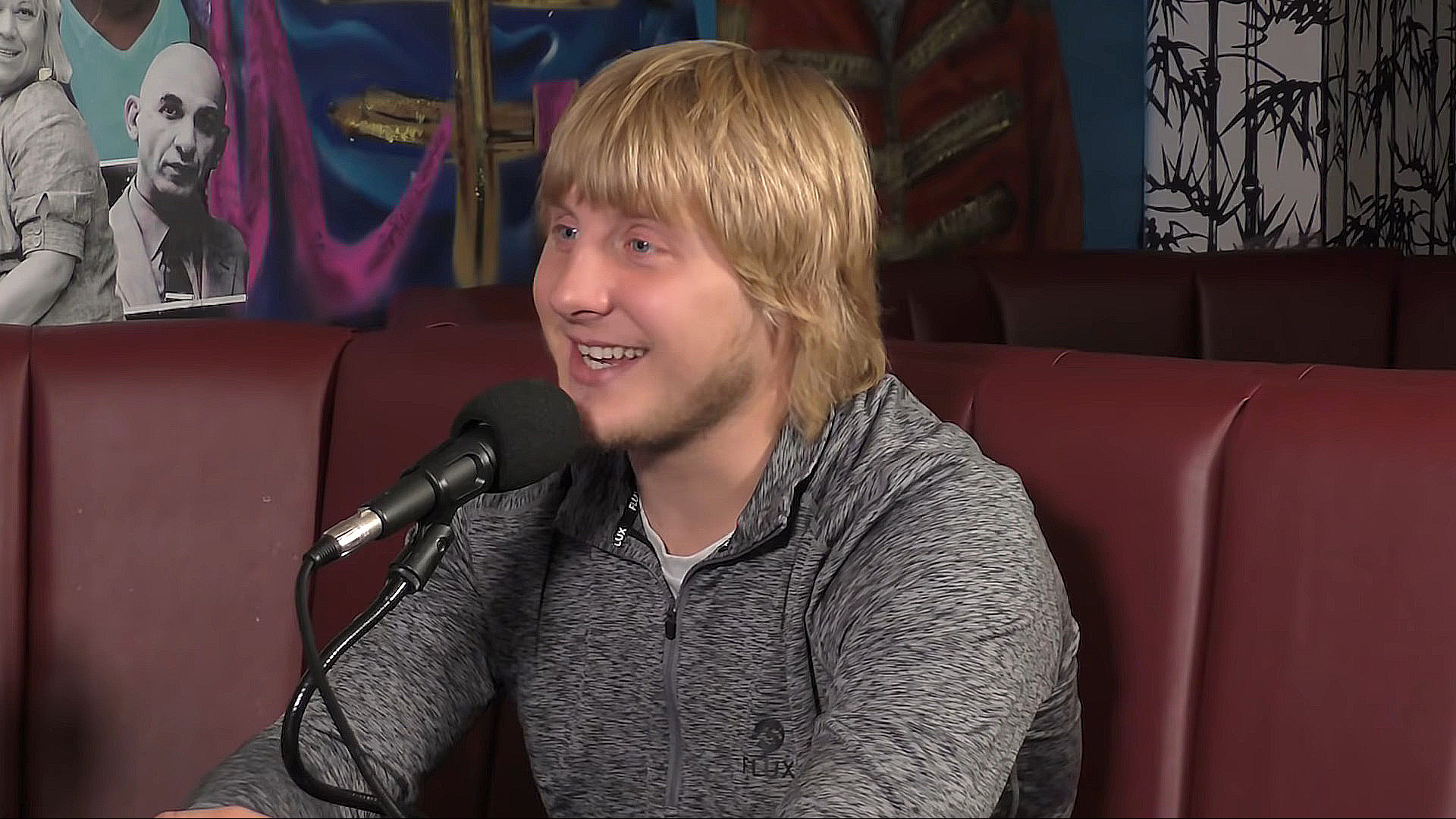
Paddy Pimblett (* 1995)

### Pime
- Pimek, Libor (* 1963), belgischer Tennisspieler
- Pimen I. (1910–1990), russischer Geistlicher, Patriarch von Moskau
- Pimen von Newrokop (1906–1999), bulgarischer Geistlicher, Patriarch der „Alternativen Synode“, Metropolit von Newrokop der bulgarisch-orthodoxen Kirche
- Pimenow, Juri Igorewitsch (1958–2019), sowjetischer Ruderer
- Pimenow, Nikolai Igorewitsch (* 1958), sowjetischer Ruderer
- Pimenow, Nikolai Stepanowitsch (1812–1864), russischer Bildhauer und Hochschullehrer
- Pimenow, Sergei Nikolajewitsch (1895–1960), russischer Filmarchitekt
- Pimenow, Stepan Stepanowitsch (1784–1833), russischer Bildhauer des Klassizismus und Hochschullehrer
- Pimenow, Wjatscheslaw Igorewitsch (* 1991), russischer Triathlet
- Pimenowa, Kristina (* 2005), russisches Fotomodell und Schauspielerin
- Pimenta de Castro, Joaquim (1846–1918), portugiesischer General und Politiker
- Pimenta Lopes, João (* 1980), portugiesischer Biologe und Politiker (PCP), MdEP
- Pimenta, Adhemar (1896–1970), brasilianischer Fußballtrainer
- Pimenta, Adriano (* 1982), brasilianischer Fußballspieler
- Pimenta, Alberto (* 1937), portugiesischer Lyriker
- Pimenta, André (* 2001), portugiesischer Weitspringer
- Pimenta, Fernando (* 1989), portugiesischer Kanute
- Pimenta, Larissa (* 1999), brasilianische Judoka
- Pimenta, Manuel dos Santos (1891–1933), portugiesischer Offizier und Revolutionär
- Pimenta, Pedro, mosambikanischer Regisseurin und Filmemacher
- Pimenta, Saulo Estevao da Costa (* 1974), brasilianischer Fußballspieler
- Pimenta, Simon Ignatius (1920–2013), indischer Geistlicher, römisch-katholischer Erzbischof von Bombay, Kardinal
- Pimental, Edward (1965–1985), amerikanischer Soldat; RAF-Opfer
- Pimentel Brandão, Mário (1889–1956), brasilianischer Diplomat und Politiker
- Pimentel da Silva, José Élber (* 1992), brasilianischer Fußballspieler
- Pimentel III, Aquilino (* 1964), philippinischer Politiker, Rechtsanwalt
- Pimentel Lavrador, João Evangelista (* 1956), portugiesischer Geistlicher, römisch-katholischer Bischof von Viana do Castelo
- Pimentel y Ponce de León, Juan Francisco Alonso (1584–1652), spanischer Grande, Herzog von Benavente
- Pimentel, Antonio (1830–1874), Präsident der Dominikanischen Republik
- Pimentel, Aquilino junior (1933–2019), philippinischer Politiker, Hochschullehrer und Rechtsanwalt
- Pimentel, Carla Carolina, US-amerikanische Schauspielerin, Maskenbildnerin und Model
- Pimentel, David Dias (1941–2021), portugiesischer Geistlicher, römisch-katholischer Bischof von São João da Boa Vista
- Pimentel, Diogo (* 1997), portugiesisch-luxemburgischer Fußballspieler
- Pimentel, Elizeu de Morais (1952–2003), brasilianischer Geistlicher, Koadjutorbischof von Paranavaí
- Pimentel, George C. (1922–1989), US-amerikanischer Chemiker
- Pimentel, Henriëtte (1876–1943), niederländische Widerstandskämpferin
- Pimentel, Hugo (1919–1984), argentinischer Schauspieler
- Pimentel, Jessica (* 1982), US-amerikanische Schauspielerin und Sängerin
- Pimentel, José Maria (* 1956), angolanischer Schriftsteller
- Pimentel, Leonardo (* 2003), brasilianischer Fußballspieler
- Pimentel, Menezes (1887–1973), brasilianischer Politiker
- Pimentel, Sávio Bortolini (* 1974), brasilianischer Fußballspieler
- Pimentel, Valentín (* 1991), panamaischer Fußballtorhüter

### Pimf

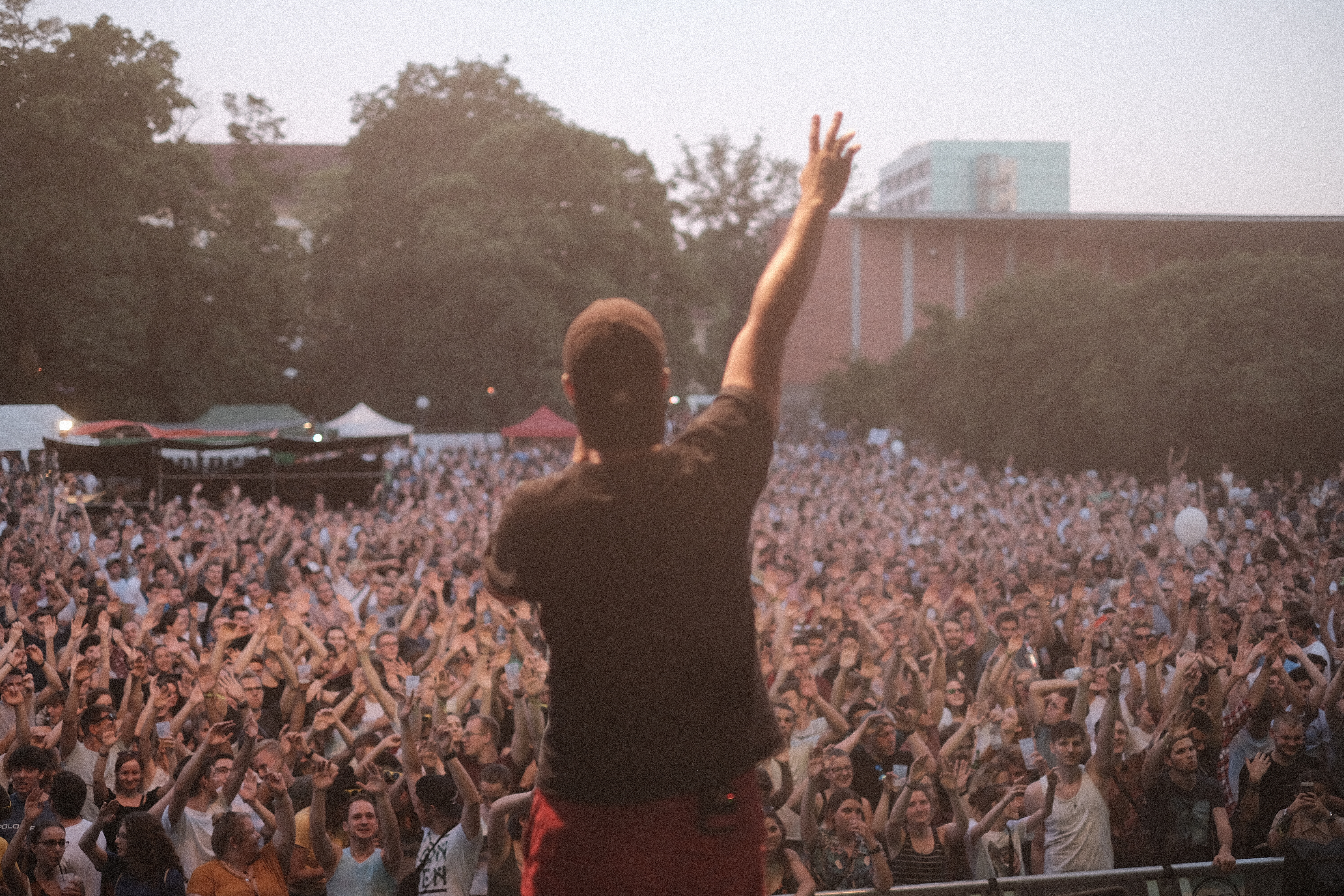
Pimf (* 1993)

- Pimf (* 1993), deutscher RapperPimf (* 1993)

### Pimi
- Pimienta, Claudio, uruguayischer Kanute
- Pimiento Rodriguez, José de Jesús (1919–2019), kolumbianischer Geistlicher, Erzbischof von Manizales

### Piml
- Pimlott, Ben (1945–2004), britischer Schriftsteller und Historiker

### Pimm
- Pimm, Gail, kanadische Squashspielerin
- Pimm, Stuart L. (* 1949), US-amerikanischer Evolutionsbiologe und Ökologe
- Pimm, William (1864–1952), britischer Sportschütze, Olympiasieger und Maler

### Pimp
- Pimp C (1973–2007), US-amerikanischer Rapper
- Pimpão, Rodrigo (* 1987), brasilianischer Fußballspieler
- Pimpong, Razak (* 1982), ghanaischer Fußballspieler
- Pimponi, Maurizio (* 1970), italienischer Beachvolleyballspieler

### Pimr
- Pimrada Jattavapornvanit (* 2003), thailändische Tennisspielerin